# غاي بيكاردا
غاي ريجينالد بيير بيكاردا (20 يوليو 1931 – 20 أبريل 2007) كان باحثًا ومروجًا للثقافة والموسيقى البيلاروسية، ومؤسسًا للجمعية الأنجلو-بيلاروسية ومجلة الدراسات البيلاروسية.

## السيرة الذاتية
الحياة المبكرة والتراث
وُلد بيكاردا في عام 1931 في شمال لندن لوالدين من أصل فرنسي-بريتوني وإنجليزي-أيرلندي. كان والده محاميًا في محكمة الاستئناف في باريس وعضوًا في نقابة المحامين في “ميدل تمبل” في لندن. أما والدته فخدمت في العشرينات من القرن الماضي في لجنة الاحتلال المشتركة لراينلاند.
درس في مدارس متعددة وفي جامعة غرونوبل وكلية الملكة في أكسفورد، وفي مدرسة لندن للاقتصاد. ثم التحق بفترة تدريبية في لندن وباريس. أصبح مهتمًا بموسيقى الكنيسة السلافية أثناء دراسته، حيث غنى في جوقة الكاتدرائية الأرثوذكسية في باريس.
مروج للثقافة البيلاروسية
في الخمسينيات من القرن الماضي، أسس بيكاردا روابط وثيقة مع المجتمع البيلاروسي في لندن.
في عام 1954، أصبح عضوًا مؤسسًا في الجمعية الأنجلو-بيلاروسية، التي أُنشئت بهدف نشر وتبادل ونشر المعرفة المتعلقة بالشعب البيلاروسي وأراضيهم وتاريخهم وثقافتهم. من بين الأنشطة الثقافية المبكرة للجمعية كانت نشر كتيب عن بيلاروس (1954) وتنظيم حفلتين موسيقيتين في قاعة كاتدرائية وستمنستر في لندن تتضمنان ترانيم الكنيسة البيلاروسية والأغاني الشعبية والرقصات (1954 و1956). ظل بيكاردا رئيسًا للجمعية لعدة سنوات.
في عام 1965، كان بيكاردا أحد مؤسسي مجلة الدراسات البيلاروسية، وهي أقدم دورية باللغة الإنجليزية حول الدراسات البيلاروسية التي تستمر حتى يومنا هذا. كانت المجلة تُوزع سنويًا على الجامعات والمكتبات والمشتركين الخاصين في المملكة المتحدة والولايات المتحدة وبيلاروس السوفيتية ودول أخرى حول العالم. بالإضافة إلى المقالات حول الأدب البيلاروسي واللغويات والتاريخ والفن، كانت كل عدد من المجلة يتضمن مراجعات للكتب، وقائمة للأحداث الجارية، وفهرسًا شاملًا للعام السابق.
الباحث والمنظم للموسيقى البيلاروسية
كان شغف بيكاردا الأكاديمي الرئيسي هو الموسيقى الكنسية والشعبية البيلاروسية. جمع مجموعة كبيرة من الموسيقى البيلاروسية المطبوعة وأنتج أعمالًا على ترانيم مهملة بالإضافة إلى ترتيب موسيقي خاص به.
أقام بيكاردا علاقات مع الفرق الموسيقية في جميع أنحاء بيلاروس، وكان يحافظ على مراسلات خاصة مع شخصيات بارزة في عالم الموسيقى البيلاروسية مثل فيكتور سكوراباهاتا وأناتول باهاتيراو، ولعدة سنوات كان عضوًا في لجنة تحكيم مهرجان الموسيقى الكنسية في مدينة ماهيليو “ماغوتني بوزا” (“مغتني بوشا”).
اهتمامات أكاديمية أخرى
بجانب اهتمامه بالموسيقى البيلاروسية، تتناول منشوراته الأكاديمية العلاقات الأنجلو-بيلاروسية وتشمل مجموعة واسعة من الموضوعات.
كتب مقالات في وقت مبكر تحت اسم مستعار هو “هاڤريل بيتشورا” في مجلة “على طريق الله” (Божым Шляхам)، حيث تناول مواضيع متباينة مثل التعامل مع مواضيع متباينة مثل طابعة القرن الخامس عشر الغامضة التي عملت لفترة في لندن،المعروف بالإنجليزية باسم “جون من ليتوانيا” (Ян з Літвы)، ونظام العملة في دوقية ليتوانيا الكبرى. في مجلة الدراسات البيلاروسية، كتب مقالات تتراوح بين النقوش التي قام بها فرانسيس سكارينا وعلاقة محتملة بين سكارينا والتقاليد الصوفية اليهودية المعروفة بالكابالا.
كما كان بيكاردا مؤلفًا لكتاب “مينسك: دليل تاريخي (نُشر لأول مرة في 1994)”، وهو أول دليل تاريخي وسياحي باللغة الإنجليزية لعاصمة بيلاروس.
الوفاة
توفي بيكاردا في لندن في 20 أبريل 2007. وُضعت رماده في كنيسة القديسين سيمون وهيلينا الكاثوليكية في الساحة الرئيسية في مينسك.